# Mahlschatz
Der Mahlschatz (altdeutsch máhaljan, „vermählen“, Treuschatz; mittelhochdeutsch mahelschaz) bezeichnete im älteren deutschen Recht ein Angeld des Bräutigams an die Braut. Andere Bezeichnungen sind Pfandgabe oder Hochzeitsgut.

## Definition
Altgermanische Völker, bei denen die Frauen gekauft wurden, verstanden unter dem Begriff den dafür zu entrichtenden Preis. Später war die Brautgabe der Unterpfand für die Einhaltung des Eheversprechens, dessen Annahme als Zeichen des Einverständnisses galt. Dieses Geschenk ging ursprünglich an den Muntwalt (z. B. den Vater) der Braut, später an die Braut selbst. Es konnte auch ein gegenseitiges Verlobungsgeschenk der Brautleute sein, das entweder zugesandt oder persönlich überreicht wurde.

## Beispiele
Lexikoneintrag von 1836:

„Am Ende des 6. Jahrhunderts bestanden sie in einem Ringe und einem Schuh, dessen Annahme der bräutliche Kuß begleitete. Später traten Geldstücke an diese Stelle und man verwandte zum Mahlschatze eigens für diesen Zweck geprägte Münzen, Denars, auf deren Vorderseite sich zwei Lilien mit der Umschrift: Denier-Tournois (man sieht hieraus den altfranzösischen Ursprung) und auf der Rückseite ein Kreuz mit der Umschrift: Pour épouser, befanden. Noch jetzt bemerkt man in den niedern Ständen, namentlich bei den Landleuten mancher Provinzen, die gehenkelten Ducaten, oder auch Silbermünzen, als Mahlschatz-Spenden, und wenn gleich die sogenannte, seine Welt längst auch dieser alten, einfachen Sitte ent-sagte, so adoptirte sie doch dafür die beliebigen Verlobungsgeschenke, unter denen nur der Ring noch immer, wie schon in der ehemaligen abendländischen Kirche, seine frühern Rechte behielt, und noch heute bedeuten die darauf befindlichen, zusammengelegten Hände, junctio dextrae, wie es in den ersten Zeiten des Christenthums hieß, das treue Festhalten an einander in Noth und Tod, das Bräutigam und Braut sich gegenseitig geloben.“